# آندرس کارویچ
آندرس کارویچ (کرواتی: Andrija Josip Carević؛ زادهٔ ۱۳ دسامبر ۱۹۷۸) بازیکن فوتبال اهل آرژانتین است.
از باشگاه‌هایی که در آن بازی کرده‌است می‌توان به باشگاه فوتبال بلومینگ اشاره کرد.